# Туркан-Суринович, Виктор Викторович
Виктор Викторович Туркан-Суринович (1878 — 1916) — русский военный  деятель,  подполковник (1916; посмертно). Герой Первой мировой войны, погиб в бою.

## Биография
В службу вступил в 1900 году после окончания Орловского Бахтина кадетского корпуса. В 1902 году после окончания Константиновского артиллерийского училища по I разряду произведён в подпоручики и выпущен в 3-й Восточно-Сибирский горный артиллерийский дивизион.
С 1904 года участник Русско-японской войны, за боевые отличия был награждён орденами Святого Станислава 3-й степени с мечами и бантом, Святой Анны 4-й степени «За храбрость» и 3-й степени с мечами и бантом и чином поручика.
С 1910 года после окончания Михайловской артиллерийской академии произведён в штабс-капитаны — командир батареи 3-го Сибирского горного артиллерийского дивизиона. С 1914 года участник Первой мировой войны, во главе своей батареи. В 1914 году за боевые отличия произведён в капитаны.

Высочайшим приказом от 9 сентября 1915 года за храбрость награждён Орденом Святого Георгия 4-й степени: 
За то, что в бою 24-го – 30-го ноября 1914 года у с. Яворжна и Красно выкатил полубатарею на открытую позицию впереди наших пехотных цепей, открыл ураганный огонь по противнику, заставил замолчать пулеметы, а затем выбил противника из окопов и заставил его бежать, чем дал возможность своей пехоте с наименьшими потерями овладеть позицией

Высочайшим приказом от 10 ноября 1915 года за храбрость награждён Георгиевским оружием: 
За то, что в боях с 11-го по 24-е января 1915 года у д. Горжанки и Березницы Вышня, находясь вместе с батареей на открытых позициях, нередко впереди цепей, постоянно огнем своей батареи в высокой степени содействовал 51-му пехотному Литовскому полку. Результатом его беззаветной храбрости и самоотверженной работы батареи были блестяще удавшиеся атаки с крупными трофеями
3 января 1916 года убит в бою у деревни Раранч, Высочайшим приказом за боевые отличия посмертно произведён в подполковники.

## Награды
- Орден Святого Станислава 3-й степени с мечами и бантом (ВП 1905)
- Орден Святой Анны 4-й степени «За храбрость» (ВП 1906[4])
- Орден Святой Анны 3-й степени с мечами и бантом (ВП 1905)
- Орден Святого Владимира 4-й степени с мечами и бантом (ВП 07.06.1915)
- Орден Святого Георгия 4-й степени (ВП 09.09.1915)
- Георгиевское оружие (ВП 10.11.1915)